# WoO
WoO是一種音樂作品编号系统，源自德文表示沒有作品號。現時泛指當音樂學者整理已逝世作曲家的作品時，發现一些未曾被出版的手稿、作品、已遺失或銷毀的作品、甚至是未完成作品的草稿等，如果並沒有包涵在作品號制度內時，就會以WoO來作排列。但WoO並不適用於從來沒有替自己作品制定作品號的作曲家，例如馬勒、戴流士等；也不適用一些已由其他人代為作系統編排的作曲家，例如舒伯特、莫扎特等。這些作曲家假若有在編修後才出現的作品，通常就會以“Anh”來代表。
WoO亦很容易和另一個術語posthumous opus（Op. posth.）混淆。Op. posth.通常是指一些作曲家已完成，但在生前未有出版過的作品（不論是作曲家臨時抽起、棄掉但又沒有毀滅、抑或是未等及出版或修訂就過世），當他們死後，發行商再出版時就會加上“Op. posth.”作標示。較常出現在浪漫時代，例如蕭邦的《即興幻想曲》、孟德爾遜的《意大利交響曲》和《第5號交響曲》等均是“Op. posth.”作品——雖然它們後來都被非正式地被編號。
最初出現於WoO編號是在1955年，兩位音樂學者格奥尔格·金斯基和汉斯·哈尔姆在整理貝多芬的作品時，將一些未曾被編成作品號的作品歸納在一起，再按分類而為它們編號。例如著名的鋼琴曲《給愛麗斯》（Für Elise）便是一首未曾被貝多芬編號的作品，現時的作品號為WoO 59。
而其他亦有WoO作品號的，包括有孟德爾遜、约阿希姆·拉夫等。
和某些作曲家的作品號排列一樣，WoO編號和作品出現的年份先後並不是成絕對。低WoO編號的創作年份未必比高WoO編號為早。